# Прерађивачка индустрија
Прерађивачка индустрија је грана индустрије која се бави прерадом биљних, животињских и минералних сировина и добијањем производа и полупроизвода од њих. У оквиру ње се издвајају хемијска, прехрамбена, текстилна индустрија и др.